# Tunnel du Katzenberg
Pour l’article homonyme, voir Tunnel du Katzenberg (Wurtzbourg).
 (novembre 2021).
Le Tunnel du Katzenberg est un tunnel ferroviaire, long de 9 385 m, situé dans le sud du Bade-Wurtemberg en Allemagne. La construction a débuté en 2003 et s'est achevée en septembre 2012. La mise en service commerciale a eu lieu le 9 décembre 2012.
La vitesse commerciale maximale à l'intérieur du tunnel est de 250 km/h, vitesse atteinte par les ICE. Le tunnel a été construit pour augmenter la capacité de la Ligne de Mannheim à Bâle et pour réduire les temps de trajet. Il est aussi utilisé par des trains de marchandises.
Le tunnel et le raccordement au réseau classique ont coûté environ 610 millions d'euros.

## Historique

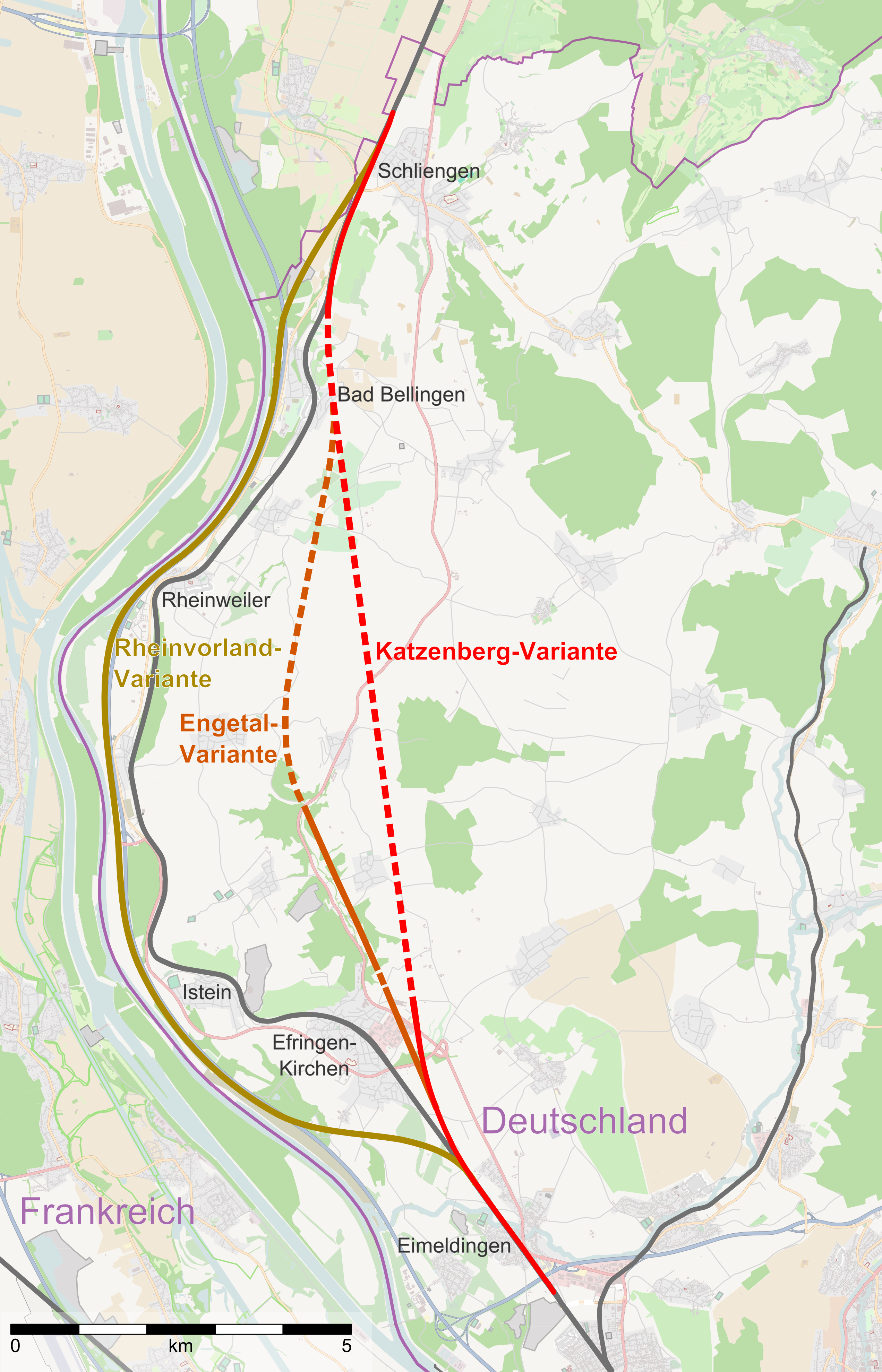
Différentes variantes du tracé

Au début des années 1980, plusieurs variantes de projets étaient en discussion. La « Rheinvorlandvariante » devait se situer à l'est du Rhin parallèlement à l'autoroute A 5 et autoriser une vitesse de 200 km/h mais aurait eu un impact important sur l'utilisation et l'aménagement du terrain. Deux autres variantes, « Engetal » et « Katzenberg », ont aussi été développées, toutes deux comprenant des tunnels de longueurs allant jusqu'à 8 km. En outre, existait également la « Zimmermann-Variante », qui prévoyait le renforcement de l'ancienne ligne. La Bundesbahn favorisait la « Rheinvorlandvariante », mais les communes concernées l'ont critiquée. C'est finalement la variante « Katzenberg » qui a été retenue et réalisée par l'ingénieur Albert Schmid.
À partir de 1987, des forages ont eu lieu pour connaître la composition des sols. Le 24 février 1989, la variante « Katzenberg » est choisie car étant à la fois la plus économique et provoquant le moins d'impacts sur l’environnement. La conception du tunnel a quant à elle été réalisée par Lahmeyer International. Le 22 novembre 2002, l'autorisation de construire fut annoncée.
Pour des raisons de sécurité et de géologie, le tunnel a été construit avec deux tubes, accueillant chacun une voie. Tous les 500 m une connexion entre les deux tunnels existe pour se mettre à l'abri en cas d'incident.
La construction du tunnel a été attribuée à un consortium constitué des entreprises: Züblin, Wayss & Freytag, Marti Tunnelbau AG et Jäger Bau GmbH. Lors du début des travaux, la mise en service était prévue pour 2007. La construction des deux tunneliers a été effectuée par l'entreprise Herrenknecht AG ; une machine d'un coût de 17 millions d'euros.
Sur les 9 385 m de galerie, 8 984 m ont été creusés avec le tunnelier. Au nord, 286 m et au sud, 115 m ont été réalisés en tranchée couverte. Le creusement débuta en juin 2005 pour le tube côté ouest et en octobre de la même année pour le tube est. Les deux tunnels ont été percés en direction du nord. Au début, 10 m étaient excavés chaque jour, le maximum ayant été de 34 m. Au milieu du tunnel, deux puits d'aération d'une profondeur de 65 m, ont également été réalisés. En tout, environ 1,8 million de m³ ont été excavés.
Les travaux de gros œuvre se sont terminés en décembre 2010. Ensuite, les équipements ferroviaire ont été mis en place. Le tunnel est équipé d'une Feste Fahrbahn (voie sans ballast). Celle-ci permet d'être utilisée par des véhicules de secours normaux. Le tunnel est en outre équipé de la Linienzugbeeinflussung.

### Mise en service

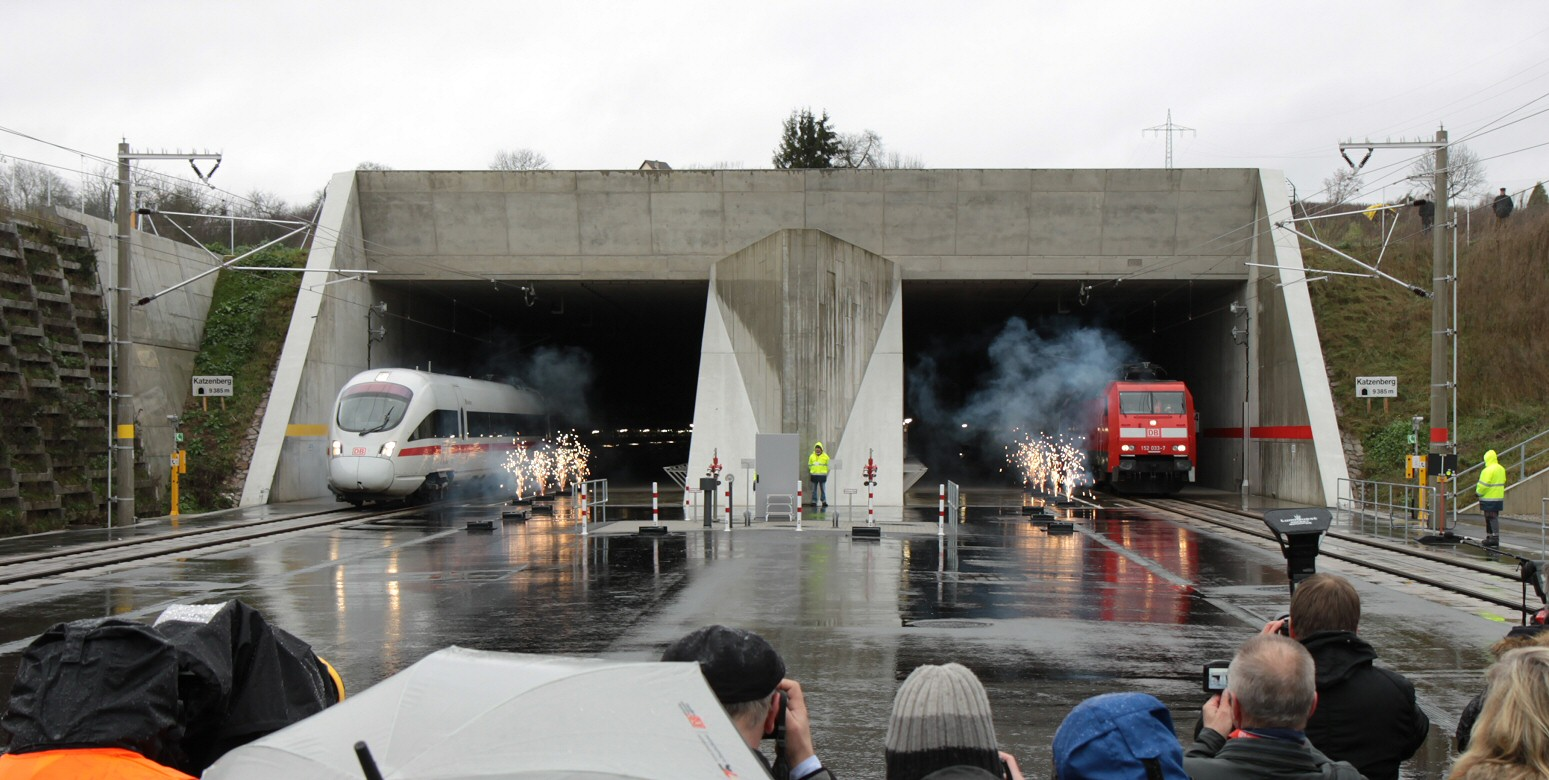
Les trains inauguraux le 4 décembre 2012

La mise en service, initialement prévue pour fin 2011, été repoussée à décembre 2012 en raison de la construction d'ouvrages évitant le bang supersonique. Une automotrice diesel, Stadler Regio-Shuttle RS1, parcourt le tunnel, le 28 juillet 2012 pour des enregistrements vidéo à une vitesse de 20 km/h. Ces vidéos ont été mises à disposition des agents de conduite. Le 24 août 2012, les caténaires ont été mises sous tension. La campagne d'essai a commencé fin août 2012 et s'est achevée début octobre. Enfin le 17 novembre, un grand exercice de sauvetage a eu lieu, avec environ 350 personnes.
Lors de la mise en service le 4 décembre 2012, le ministre fédéral allemand des transports Peter Ramsauer et le directeur de la Deutsche Bahn Rüdiger Grube ont été présents. Les trains inauguraux étaient un ICE-T et un train de fret, tracté par une locomotive de la série 152.